# Pteris macrodon
Pteris macrodon är en kantbräkenväxtart som beskrevs av Bak. Pteris macrodon ingår i släktet Pteris och familjen Pteridaceae. Inga underarter finns listade.